# Navarrai Mária aragóniai királyné
Navarrai Mária (1330 – Valencia, 1347. április 28.), katalánul: Maria de Navarra, spanyolul: María de Navarra, franciául: Marie d'Évreux/de Navarre, szárdul: Maria de sa Navarra, születése jogán navarrai királyi hercegnő (infánsnő), házassága révén Aragónia, Valencia, Szardínia és Mallorca királynéja, Barcelona grófnéja. Az Évreux-ház tagja.

## Élete

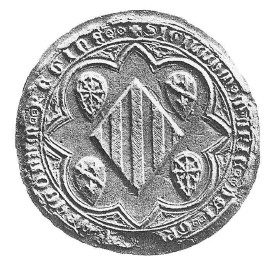
Mária királyné pecsétje

Édesapja III. Fülöp iure uxoris navarrai király, Évreux-i Lajos francia királyi herceg (III. Fülöp francia király és Brabanti Mária fia) és Artois-i Margit elsőszülött fia.
Édesanyja II. Johanna suo iure navarrai királynő, X. (Civakodó) Lajos francia és navarrai király, valamint Burgundiai Margit egyetlen gyermeke.
Mária volt szülei legidősebb gyermeke. Húga, Blanka VI. Fülöp feleségeként francia királyné lett, míg öccse Károly II. (Gonosz) Károly néven navarrai király.
Máriát 1342-ben, mikor elérte a lányok számára előírt házasulandó kort, a tizenkettedik életévét, feleségül adták IV. (Szertartásos) Péter aragón királyhoz. A házasságukból négy gyermek született. Első gyermeke, Konstancia születése (1344) idején Mária még csak tizennégy éves volt.
Első és egyetlen fia, Péter herceg 1347. április 28-án született, de még ugyanaznap meg is halt, ami Mária életébe került. IV. Péter 1347-ben fiúörökös hiányában az akkor hároméves legidősebb lányát, Konstancia hercegnőt az aragón trón örökösévé nevezte ki, mellyel mind az öccse, I. Jakab urgelli gróf, mind pedig az Aragón Gyűlés, a Corts ellenállását kiváltotta. A Barcelonai-ház miután házasság révén megszerezte az Aragóniai Királyságot 1137-ben, amikor I. Petronilla (1136–1174) aragón királynő feleségül ment IV. Rajmund Berengárhoz (1113–1162), Barcelona grófjához, a Katalóniában érvényes száli törvény értelmében megtiltották a nők trónöröklési jogát, amely 1502-ig volt érvényben.
IV. Péter úgy kívánta megoldani a trónöröklési válságot, hogy még első felesége halálának az évében, 1347. november 19-én újranősült, és feleségül vette Portugáliai Eleonórát, aki azonban a következő év októberében gyermektelenül meghalt. A trónöröklési válság így Aragóniában egészen 1350-ig, IV. Péter második fiának, a későbbi aragón királynak, Jánosnak a megszületéséig elhúzódott, aki 1350. december 27-én látta meg a napvilágot.

## Gyermekei
- Férjétől, IV. (Szertartásos) Péter (1319–1387) aragón, valenciai, szárd és mallorcai királytól, 4 gyermek:
  - Konstancia (1344–1363) aragón trónörökösnek jelölve 1347-ben, férje III. (Együgyű) Frigyes (1342–1377) szicíliai király, 1 leány:
    - I. Mária (1363–1401) szicíliai királynő, férje I. (Ifjú) Márton aragón királyi herceg infáns, iure uxoris szicíliai király, IV. (Szertartásos) Péter unokája a 3. házasságából született fiától, I. (Idős) Mártontól, 1 fiú:
      - Péter (Frigyes) (1398–1400) szicíliai trónörökös és aragón infáns

  - Johanna (1344–1385), férje I. János empúriesi gróf (1338–1398), 2 fiú
  - Mária (1345/46 – Montblanc,[5] 1348. június 3.)
  - Péter (Valencia, 1347. április 28. – Valencia, 1347. április 28.) aragón trónörökös